# Tropidophis xanthogaster
Tropidophis xanthogaster är en kräldjursart som beskrevs av  Michelle Domínguez, Luis V. Moreno och den amerikanske herpetologen Stephen Blair Hedges 2006. Tropidophis xanthogaster är en orm som ingår i släktet Tropidophis, och familjen Tropidophiidae. Inga underarter finns listade i Catalogue of Life.

## Utbredning
T. xanthogaster är en art som är förekommer endemiskt på västra Kuba.